# Мацуї Тосіхіде
Мацуї Тосіхіде (нар. 19 квітня 1978) — колишній японський тенісист.
Найвищу одиночну позицію світового рейтингу — 261 місце досяг 12 червня 2006, парну — 130 місце — 7 травня 2018 року.

## Фінали челленджерів і ф'ючерсів

### Одиночний розряд: 11 (2–9)
| Легенда (одиночний розряд) |
| -------------------------- |
| Тур ATP Челленджер (0–1)   |
| Тур ITF Ф'ючерс (2–8)      |

| Титули за покриттям |
| ------------------- |
| Тверде (2–7)        |
| Ґрунт (0–1)         |
| Трава (0–0)         |
| Килим (0–1)         |

| Результат | В-П | Дата     | Турнір                      | Рівень     | Покриття | Суперник          | Рахунок            |
| --------- | --- | -------- | --------------------------- | ---------- | -------- | ----------------- | ------------------ |
| Перемога  | 1–0 | Вер 2005 | Японія F9, Касіва (Тіба)    | Ф'ючерс    | Тверде   | Майкл Яні         | 7–6(8–6), 6–3      |
| Поразка   | 1–1 | Гру 2005 | Шрі-Ланка F2, Коломбо       | Ф'ючерс    | Ґрунт    | Ґо Соеда          | 6–4, 5–7, 5–7      |
| Поразка   | 1–2 | Кві 2006 | Chikmagalur, Індія          | Челленджер | Тверде   | Данай Удомчоке    | 5–7, 4–6           |
| Поразка   | 1–3 | Вер 2007 | Японія F8, Осака            | Ф'ючерс    | Тверде   | Іто Юїті          | 1–6, 6–2, 4–6      |
| Поразка   | 1–4 | Тра 2008 | Korea Rep. F2, Чханвон      | Ф'ючерс    | Тверде   | Меттью Ебден      | 4–6, 5–7           |
| Поразка   | 1–5 | Вер 2009 | Велика Британія F12, Лондон | Ф'ючерс    | Тверде   | Колін Флемінг     | 6–4, 3–6, 1–6      |
| Поразка   | 1–6 | Чер 2010 | Японія F7, Токіо            | Ф'ючерс    | Килим    | Кондо Хірокі      | 6–7(4–7), 6–7(5–7) |
| Поразка   | 1–7 | Гру 2013 | Камбоджа F3, Пномпень       | Ф'ючерс    | Тверде   | Чжень Ді          | 3–6, 4–6           |
| Перемога  | 2–7 | Тра 2014 | Таїланд F5, Бангкок         | Ф'ючерс    | Тверде   | Крістофер Рунґкат | 6–4, 6–1           |
| Поразка   | 2–8 | Гру 2014 | Камбоджа F3, Пномпень       | Ф'ючерс    | Тверде   | Хуан Лянцзі       | 5–7, 4–6           |
| Поразка   | 2–9 | Чер 2015 | Японія F6, Касіва (Тіба)    | Ф'ючерс    | Тверде   | Лі Ток Хі         | 4–6, 2–6           |

### Парний розряд: 46 (21–25)
| Легенда (парний розряд)   |
| ------------------------- |
| Тур ATP Челленджер (9–12) |
| Тур ITF Ф'ючерс (12–13)   |

| Титули за покриттям |
| ------------------- |
| Тверде (19–25)      |
| Ґрунт (1–0)         |
| Трава (0–0)         |
| Килим (1–0)         |

| Результат | В-П   | Дата     | Турнір                        | Рівень     | Покриття   | Партнер           | Суперники                                  | Рахунок                    |
| --------- | ----- | -------- | ----------------------------- | ---------- | ---------- | ----------------- | ------------------------------------------ | -------------------------- |
| Поразка   | 0–1   | Вер 2002 | Японія F6, Касіва (Тіба)      | Ф'ючерс    | Тверде     | Лу Єнь-Сюнь       | Петер Хандойо Суванді                      | 3–6, 2–6                   |
| Перемога  | 1–1   | Чер 2003 | Пусан, Південна Корея         | Челленджер | Тверде     | Онода Мітіхіса    | Пек Син Пок Park Seung-kyu                 | 6–1, 6–3                   |
| Перемога  | 2–1   | Чер 2003 | Мексика F9, Кінтана-Роо       | Ф'ючерс    | Тверде     | Онода Мітіхіса    | Пауль Капдевіль Себастьян Декуд            | 6–3, 6–4                   |
| Поразка   | 2–2   | Тра 2007 | Korea Rep. F2, Тегу           | Ф'ючерс    | Тверде     | Івабуті Сатосі    | Юй Сіньюань Цзен Шаосюань                  | 3–6, 7–5, 3–6              |
| Поразка   | 2–3   | Лис 2007 | Йокогама, Японія              | Челленджер | Тверде     | Івабуті Сатосі    | Кондо Хірокі Ґо Соеда                      | 7–6(7–5), 3–6, [9–11]      |
| Поразка   | 2–4   | Тра 2008 | Korea Rep. F3, Тегу           | Ф'ючерс    | Тверде     | Івабуті Сатосі    | Кім Йон Чун Квон О Хи                      | 6–3, 6–7(5–7), [7–10]      |
| Поразка   | 2–5   | Тра 2009 | Пусан, Південна Корея         | Челленджер | Тверде     | Івамі Тасуку      | Санчай Ратіватана Сончат Ратіватана        | 4–6, 2–6                   |
| Перемога  | 3–5   | Тра 2010 | Фергана, Узбекистан           | Челленджер | Тверде     | Брендан Еванс     | Ґун Маосінь Лі Чже                         | 3–6, 6–3, [10–8]           |
| Перемога  | 4–5   | Чер 2010 | Гуам F1, Tumon                | Ф'ючерс    | Тверде     | Івамі Тасуку      | Рубен Гонсалес Крістіан Ґевара             | 3–6, 7–5, [10–4]           |
| Поразка   | 4–6   | Кві 2012 | КНР F5, Ченду                 | Ф'ючерс    | Тверде     | Ватанукі Юсуке    | Ґао Пен Ґао Вань                           | 4–6, 4–6                   |
| Поразка   | 4–7   | Жов 2012 | Японія F9, Оарай              | Ф'ючерс    | Тверде     | Ї Чжухуань        | Ан Че Сон Арата Онодзава                   | 6–2, 1–6, [6–10]           |
| Перемога  | 5–7   | Січ 2013 | Нумеа, Нова Каледонія         | Челленджер | Тверде     | Сем Грот          | Артем Сітак Рубін Стейтам                  | 7–6(8–6), 1–6, [10–4]      |
| Поразка   | 5–8   | Чер 2013 | Індія F6, Ченнай              | Ф'ючерс    | Тверде     | Сато Бумпей       | Срірам Баладжі Джіван Недунчежіян          | 1–6, 4–6                   |
| Поразка   | 5–9   | Лип 2013 | Японія F8, Касіва (Тіба)      | Ф'ючерс    | Тверде     | Сато Бумпей       | Кондо Хірокі Рубін Стейтам                 | 4–6, 2–6                   |
| Перемога  | 6–9   | Лип 2013 | Пекін, КНР                    | Челленджер | Тверде     | Данай Удомчоке    | Ґун Маосінь Чжан Цзе                       | 4–6, 7–6(8–6), [10–8]      |
| Поразка   | 6–10  | Сер 2013 | КНР F6, Чжанцзяган            | Ф'ючерс    | Тверде     | Лім Йон Кю        | Срірам Баладжі Ранджіт Віралі-Муругесан    | 5–7, 6–7(4–7)              |
| Поразка   | 6–11  | Гру 2013 | Камбоджа F2, Пномпень         | Ф'ючерс    | Тверде     | Данай Удомчоке    | Нікі Такуто Арата Онодзава                 | 6–7(10–12), 6–7(8–10)      |
| Поразка   | 6–12  | Лют 2014 | Берні, Австралія              | Челленджер | Тверде     | Данай Удомчоке    | Метт Рейд Джон-Патрік Сміт                 | 4–6, 2–6                   |
| Перемога  | 7–12  | Бер 2014 | Японія F1, Токіо              | Ф'ючерс    | Тверде     | Арата Онодзава    | Сінтаро Імай Судзукі Такао                 | 6–4, 7–5                   |
| Поразка   | 7–13  | Бер 2014 | Японія F3, Кофу (Яманасі)     | Ф'ючерс    | Тверде     | Данай Удомчоке    | Нікі Такуто Арата Онодзава                 | 4–6, 2–6                   |
| Перемога  | 8–13  | Лис 2014 | Тойота, Японія                | Челленджер | Килим (i)  | Ясутака Утіяма    | Сато Бумпей Ян Цзунхуа                     | 7–6(8–6), 6–2              |
| Поразка   | 8–14  | Лют 2015 | Нью-Делі, Індія               | Челленджер | Тверде     | Ріккардо Гедін    | Єгор Герасимов Олександр Кудрявцев         | 7–6(7–5), 4–6, [6–10]      |
| Поразка   | 8–15  | Кві 2015 | Індонезія F1, Таракан         | Ф'ючерс    | Тверде (i) | Крістофер Рунґкат | Метт Сіберґер Фінн Тірні                   | 2–6, 6–1, [8–10]           |
| Перемога  | 9–15  | Кві 2015 | Індонезія F2, Тегал           | Ф'ючерс    | Тверде     | Крістофер Рунґкат | Адітья Харі Сасонгко Суну Ваг'ю Тріджаті   | 6–4, 6–2                   |
| Перемога  | 10–15 | Кві 2015 | Індонезія F3, Джакарта        | Ф'ючерс    | Тверде     | Крістофер Рунґкат | Джіван Недунчежіян Данай Удомчоке          | 6–4, 6–2                   |
| Перемога  | 11–15 | Кві 2015 | Таїланд F1, Бангкок           | Ф'ючерс    | Тверде     | Крістофер Рунґкат | Санчай Ратіватана Сончат Ратіватана        | 4–6, 6–3, [10–8]           |
| Перемога  | 12–15 | Чер 2015 | Таїланд F4, Бангкок           | Ф'ючерс    | Тверде     | Крістофер Рунґкат | Санчай Ратіватана Сончат Ратіватана        | 4–6, 6–3, [10–2]           |
| Перемога  | 13–15 | Сер 2015 | Таїланд F6, Бангкок           | Ф'ючерс    | Тверде     | Крістофер Рунґкат | Бенджамін Мітчелл Джордан Томпсон          | 4–6, 6–3, [11–9]           |
| Поразка   | 13–16 | Сер 2015 | Таїланд F7, Бангкок           | Ф'ючерс    | Тверде     | Крістофер Рунґкат | Пручя Ісаро Нуттанон Кадчапанан            | 4–6, 6–7(5–7)              |
| Перемога  | 14–16 | Бер 2016 | Японія F1, Токіо              | Ф'ючерс    | Тверде     | Юя Кібі           | Хуан Лянцзі Бен Маклахлан                  | 6–3, 6–1                   |
| Поразка   | 14–17 | Бер 2016 | Японія F3, Кофу (Яманасі)     | Ф'ючерс    | Тверде     | Юя Кібі           | Сінтаро Імай Нікі Такуто                   | 1–6, 2–6                   |
| Перемога  | 15–17 | Тра 2016 | Гуам F1, Tumon                | Ф'ючерс    | Тверде     | Ендрю Віттінгтон  | Сьо Катаяма Ютаро Мацудзакі                | 6–3, 3–6, [10–8]           |
| Поразка   | 15–18 | Чер 2016 | Фергана, Узбекистан           | Челленджер | Тверде     | Вішну Вардган     | Яннік Янковіц Лука Марґаролі               | 4–6, 6–7(4–7)              |
| Перемога  | 16–18 | Чер 2017 | Японія F6, Каруїдзава         | Ф'ючерс    | Ґрунт      | Крістофер Рунґкат | Сінтаро Імай Нікі Такуто                   | 7–5, 6–2                   |
| Перемога  | 17–18 | Лип 2017 | Астана, Казахстан             | Челленджер | Тверде     | Вішну Вардган     | Євген Карловський Євген Тюрнєв             | 7–6(7–3), 6–7(5–7), [10–7] |
| Перемога  | 18–18 | Вер 2017 | Шанхай, КНР                   | Челленджер | Тверде     | Ї Чжухуань        | Бредлі Клан Пітер Поланскі                 | 7–6(7–1), 4–6, [10–5]      |
| Перемога  | 19–18 | Тра 2018 | Сеул, Південна Корея          | Челленджер | Тверде     | Фредерік Нільсен  | Чжень Ді Ї Чжухуань                        | 6–4, 7–6(7–3)              |
| Поразка   | 19–19 | Лис 2018 | Шарлотсвілл, США              | Челленджер | Тверде (i) | Фредерік Нільсен  | Харрі Хеліовара Генрі Лааксонен            | 3–6, 4–6                   |
| Перемога  | 20–19 | Лис 2018 | Ноксвілл, США                 | Челленджер | Тверде (i) | Фредерік Нільсен  | Гантер Ріс Тенніс Сендгрен                 | 7–6(8–6), 7–5              |
| Поразка   | 20–20 | Тра 2019 | Пусан, Південна Корея         | Челленджер | Тверде     | Вішну Вардган     | Сє Чженбен Крістофер Рунґкат               | 6–7(7–9), 1–6              |
| Перемога  | 21–20 | Вер 2022 | Японія M25 Касіва (Тіба) Open | Ф'ючерс    | Тверде     | Кайто Уесуґі      | Наокі Тадзіма Сейта Ватанабе               | 6-3, 4-6, [10–5]           |
| Поразка   | 21–21 | Лис 2022 | Мацуяма, Японія               | Челленджер | Тверде     | Кайто Уесуґі      | Ендрю Гарріс Джон-Патрік Сміт              | 3–6, 6–4, [8–10]           |
| Поразка   | 21–22 | Січ 2023 | Нумеа, Нова Каледонія         | Челленджер | Тверде     | Кайто Уесуґі      | Колін Сінклер Рубін Стейтам                | 4–6, 3–6                   |
| Поразка   | 21–23 | Лют 2023 | Пуне, Індія                   | Челленджер | Тверде     | Кайто Уесуґі      | Анірудг Чандрасекар Віджай Сундар Прашантх | 1–6, 6–4, [3–10]           |
| Поразка   | 21–24 | Чер 2023 | Palmas del Mar, Пуерто-Рико   | Челленджер | Тверде     | Кайто Уесуґі      | Еван Кінґ Ріс Сталдер                      | 6-3, 5-7, [9–11]           |
| Поразка   | 21–24 | Лип 2023 | Астана, Казахстан             | Челленджер | Тверде     | Кайто Уесуґі      | С Д Праджвал Дев Нікі Каліянда Пунача      | 6-3, 7-6(4–7)              |